# Triumviri equitum turmas recognoscendi
Triumviri equitum turmas recognoscendi, o legendis equitum decuriis, van ser uns magistrats extraordinaris romans creats en temps de l'emperador August per revisar les llistes d'equites no al cens, sinó a la transvectio equitum ('desfilada de la cavalleria'), i per admetre persones dins d'aquest orde.
Aquestes funcions abans corresponien als censors, durant el període republicà.